# Rognon (Belgique)
 (juillet 2021).
Si vous disposez d'ouvrages ou d'articles de référence ou si vous connaissez des sites web de qualité traitant du thème abordé ici, merci de compléter l'article en donnant les références utiles à sa vérifiabilité et en les liant à la section « Notes et références ».
Pour les articles homonymes, voir Rognon.
Rognon est un hameau sur la Senne, faisant aujourd'hui partie de la commune belge de Rebecq, dans la province du Brabant wallon (Région wallonne de Belgique).
Rognon est une ancienne commune du Royaume des Pays-Bas de faible superficie (moins de 80 hectares), et enclavée dans celle de Rebecq.  Les deux communes fusionnent en 1824 pour former Rebecq-Rognon, un territoire peuplé à cette époque de 2567 habitants : 96 Rognonais et 2471 Rebecquois.

## Patrimoine et tourisme

### Moulin d'Hou
C'est à la limite de Steenkerque (Braine-le-Comte), dans un cadre de verdure, que se situe ce charmant moulin sur la Senne. il date du XVIIIe siècle.

### Vallée des Oiseaux
La vallée de la Senne, entre le Moulin d'Hou (à Rognon) et le Moulin d'Arenberg (à Rebecq) est inscrite en zone d'intérêt paysager. Les méandres de la rivière, les verts pâturages et les environs vallonnés composent un ensemble charmant.

### Le Petit Train du Bonheur
Depuis 1977, le "Rail Rebecq Rognon R.R.R." exploite une ligne de chemin de fer touristique à vapeur, qui relie l'ancienne gare de Rebecq à la gare de Rognon. 
Ce tracé correspond en fait à l'ancienne ligne 115 qui était exploitée dans sa totalité entre Braine-l'Alleud et Braine-le-Comte. Désaffectée en 1961, cette ligne est démontée en 1964, à l'exception de la section comprise entre Tubize et Quenast (trafic marchandises vers la Carrière de Quenast). C'est à partir de ce moment que naît l'idée d'un chemin de fer touristique sur la partie dépourvue de ses rails entre Rebecq et Rognon. Le R.R.R. était né.
Aujourd'hui, le RRR roule en fait sur deux lignes différentes : la ligne 115 dans un premier temps et puis la ligne 123 pour les derniers 500 m avant d'arriver à Rognon.
Passant le long de la Senne par la belle Vallée des Oiseaux, franchissant les Cinq-Ponts, la ligne - longue de 7 kilomètres - traverse une région vallonnée, typique du Brabant wallon. Elle offre au passage de belles vues sur les méandres de la Senne et sur la campagne environnante.
Cette promenade est l'occasion de découvrir un endroit plein de charme et de romantisme, très prisé par les amoureux qui sont à l'origine même du nom de "Petit Train du Bonheur". 
Le départ du train se fait à la gare de Rebecq et le circuit dure environ 1 heure. À certaines dates sont même organisés des départs de trains à thème.